# Marcinkowo (powiat mogileński)
Marcinkowo – wieś w Polsce położona w województwie kujawsko-pomorskim, w powiecie mogileńskim, w gminie Mogilno.

## Podział administracyjny

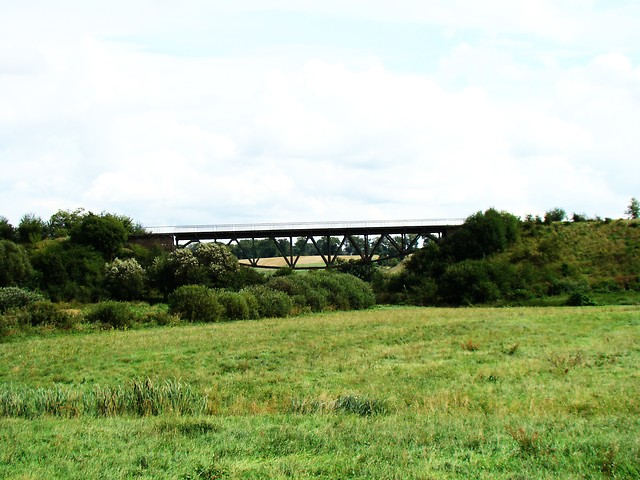
Most kolejowy w Marcinkowie

W latach 1975–1998 miejscowość należała administracyjnie do województwa bydgoskiego.

## Demografia
Według Narodowego Spisu Powszechnego (III 2011 r.) liczyła 676 mieszkańców. Jest trzecią co do wielkości miejscowością gminy Mogilno.

## Historia i zabytki
Marcinkowo jest wsią znaną od 1487 r. i, dla odróżnienia od innych miejscowości, wymienianą dawniej z przymiotnikiem Gozdanińskie, gdyż przez lata wchodziła w skład majętności w Gozdaninie. Wśród zabudowań wsi zachował się dwór z połowy XIX w., piętrowy, z boniowanymi narożnikami, dachem czterospadowym i parterową dobudówką od strony południowej. Obok znajdują się pozostałości parku. W jego obrębie rośnie uznany za pomnik przyrody wiąz szypułkowy o obwodzie 320 cm. Na terenie obszernego dawnego folwarku gospodarują dziś jednostki spółdzielcze (spółdzielnie): Budownictwa Wiejskiego i Kółek Rolniczych.

## Nieczynna linia kolejowa
Przez wieś przebiega także dawna linia kolejowa łącząca Mogilno z Orchowem. Na terenie wsi znajduje się budynek dworca Gębice, a także liczne mosty i wiadukty.